# 切尔韦诺
切尔韦诺（義大利語：Cerveno），是意大利布雷西亚省的一个市镇。总面积21平方公里，人口672人，人口密度32.0人/平方公里（2009年）。国家统计（ISTAT）代码为017049。